# Los Angeles Skyhawks
I Los Angeles Skyhawks sono stati una società di calcio statunitense con sede a Los Angeles, California.

## Storia
I Los Angeles Skyhawks vennero fondati nel 1976 per gareggiare nell'American Soccer League, competizione nella quale per tutta la loro esistenza militarono ad alti livelli. 
La franchigia aveva base nella San Fernando Valley, ed era di proprietà congiunta dell'immobiliarista Jack Young di Westlake Village e di Ralph Smith di Brentwood.
Scelsero come allenatore l'inglese Ron Newman che contribuì anche all'acquisizione di giocatori di alto livello, come le prime due scelte al draft Steve Ralbovsky, vincitore dell'Hermann Trophy 1975, e Brooks Cryder.
A differenza della maggior parte dei club dell'ASL dell'epoca, che puntavano su giovani giocatori statunitensi e su giocatori non americani di esperienza, gli Skyhawks investirono molto sugli stipendi. Grazie ai contatti di Newman, il club acquistò in prestito per l'estate un gran numero di giocatori dai campionati inglesi. Forse ancora più interessante fu la capacità di Newman di acquisire quei giocatori, nonostante le restrizioni imposte dalla lega che nell'ambito del processo di americanizzazione del campionato aveva limitato a sette il numero di non statunitensi nella rosa di ogni club. Newman riuscì a massimizzare il valore di quei posti limitati, acquisendo al contempo giocatori con doppia cittadinanza o il cui status di residenza evitava loro di occupare un "casella straniero" nella rosa.
Come capitano venne scelto Ron Yeats, arrivato in prestito dal Barrow. Yeats capitanava in difesa un gruppo di giocatori britannici, il portiere Brian Parkinson ed il difensore Ken Fogartyche costituirono la spina dorsale della difesa degli Skyhawks.
In attacco, i maggiori acquisti furono i britannici Jimmy Hinch e Jimmy Rolland, supportati in attacco dal centrocampista Tony Whelan.
Gli Skyhawks dopo un inizio mediocre riuscirono a prendere le misure degli avversari e la stagione d'esordio si concluse dapprima con la vittoria della Western Division, accedendo ai playoff del torneo, e poi con il titolo della lega battendo in finale i New York Apollo.
La stagione seguente chiusero la Western Division al secondo posto per poi venire eliminato nei playoff dai Sacramento Spirits.
Nell'American Soccer League 1978 gli Skyhawks vinsero il proprio girone per poi giungere alla finale dei playoff, persa contro i New York Apollo.
Nell'ultima stagione ASL disputata dai californiani, la squadra giunse al terzo posto della Western Division, fermandosi poi alle semifinali di divisione nei playoff contro i futuri campioni del Sacramento Gold.

## Allenatori
- 1976  Ron Newman
- 1977  Max Wozniak

 Doug McMillan
- 1978  Peter Bryan
- 1979  Jimmy Rolland

 Geoff Davies

## Palmarès

### Competizioni nazionali
- American Soccer League: 1

1976

### Altri piazzamenti
- American Soccer League:

Secondo posto: 1978